# Gerstengrund
Gerstengrund est une commune allemande de l'arrondissement de Wartburg, Land de Thuringe.

## Géographie
Gerstengrund est situé dans une vallée étroite de l'Ulster, dans la réserve de biosphère de la Rhön.
| Geisa | Oechsen      |                  |
|       | Gerstengrund | Brunnhartshausen |
|       | Schleid      |                  |

## Histoire
Vers 1450, on mentionne un "Grund zu Gerstorfs". Lors de la répression contre la Réforme protestante naissante, Hartmann von der Tann, un ami de Martin Luther, fait s'installer sept familles dans la ferme de Gerstengrund.
Pendant la guerre de Trente Ans, le village subit de forts dommages. En 1626, la peste aurait causé 420 décès puis une deuxième épidémie en 1635, 429.
Du temps de la RDA, la commune subit une plus pression de la part des autorités du fait de sa proximité avec l'Allemagne de l'Ouest.

## Source de la traduction
- (de) Cet article est partiellement ou en totalité issu de l’article de Wikipédia en allemand intitulé « Gerstengrund » (voir la liste des auteurs).